# ハワイアナス

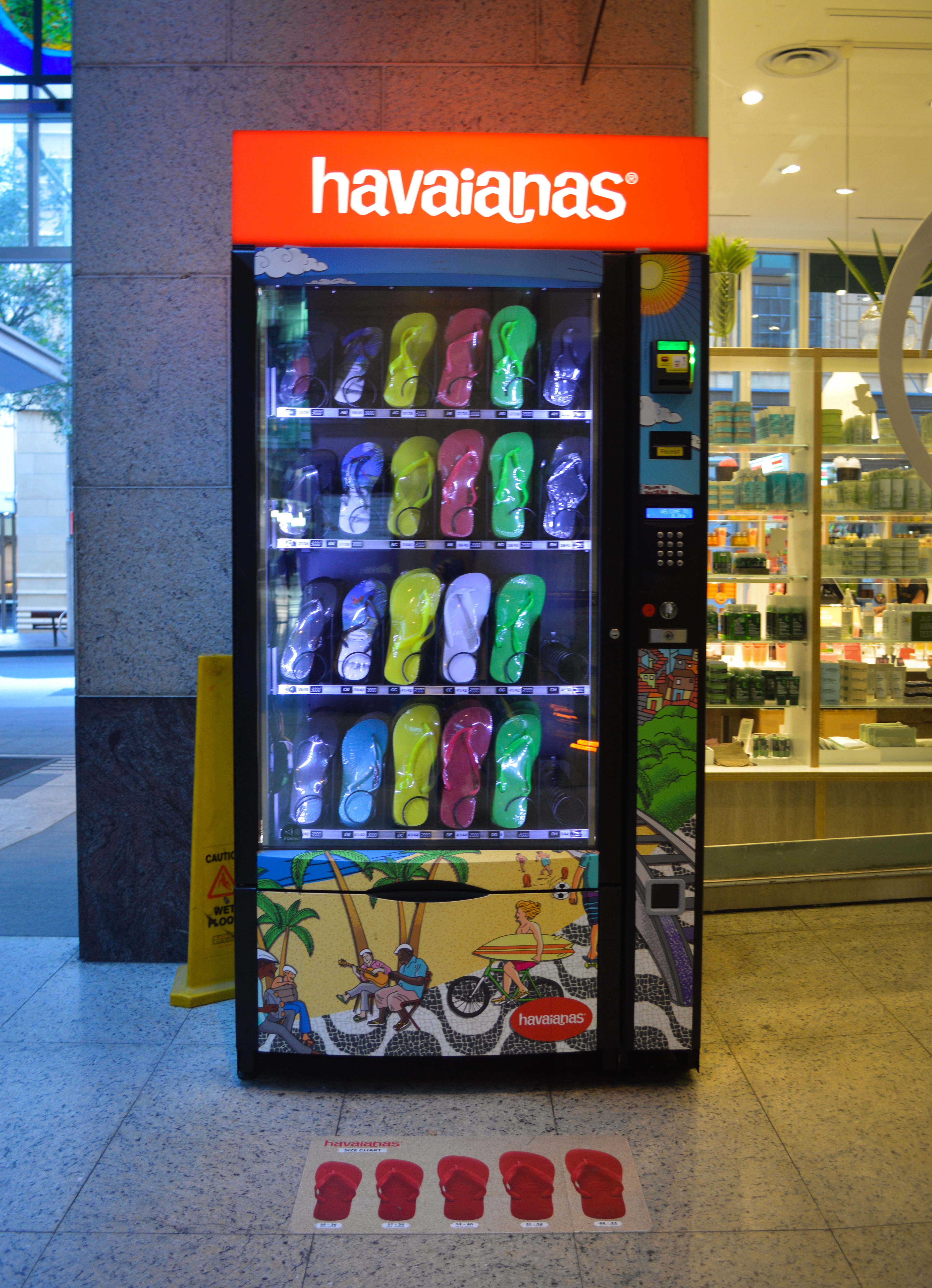
ハワイアナスのビーチサンダル自動販売機（シドニー）

ハワイアナス（ブラジルポルトガル語：Havaianas　正しくはアヴァイアナス）は、ブラジル製のビーチサンダルのブランド、ブラジルにあるアルパルガタス社がメーカー。ブラジル国内ではよく知られる大衆的なブランドである。havaianasのネーミングは、アメリカ人が長期休暇を楽しむ憧れの観光地ハワイにちなんで名づけられたといわれる。
ハリウッドのスターがこぞって履いているということから、日本でもメジャーになった。

## 発音・表記について
Havaianasは、公式サイトをはじめとして、ハワイアナスと表記する場合も多いが、これは英語表記であり、ブラジルポルトガル語における発音では文頭のHaは「ハ」とは発音せず「ア」と読む。つまりHは発音しない。したがって片仮名表記では、本来は「アヴァイアナス」が正確な読み方・表記である（同じような例では、日本の自動車メーカーのHondaはブラジル国内では「ホンダ」ではなく「オンダ」と読む）。
なお、このように本来はブラジルで生れた製品などが、ブラジルポルトガル語表記ではなく英語偏重で表記される点については、自尊心のあるブラジル人や日本人のブラジルを愛好する人たちから残念がる声も多い。しかし、日本人に馴染みやすいようにあえて“ハワイアナス”と表記している。

## 特徴・エピソード
日本の草履をヒントに製品化されたビーチサンダルとして有名である。それ以前のブラジルには、足の親指と第2指の間で紐を挟み込む、日本の草履のような履物はなかったといわれる。戦前の日系移民は現在のビーチサンダルを見ると、「昔は、西洋人から牛の足とからかわれた」と述懐している。これは牛の蹄が2つに分かれていることからで、靴下を履く西洋人には、日本の草履はとても抵抗感のある履物だったという。
2006年、京友禅の老舗「千總（ちそう）」創業450周年を記念したコラボサンダルを発表。2008年には、日本ブラジル移民100周年を記念した「千總」とのコラボサンダルを発表。

## テレビ番組
- 日経スペシャル ガイアの夜明け 「伝統工芸 復活への道 ～職人の技をビジネスに生かせ！～」（2006年7月4日、テレビ東京）[2] - 千總とコラボした京友禅モデルを取材。